# جاكوب ك. ديفيس
جاكوب ك. ديفيس (بالإنجليزية: Jacob C. Davis)‏ هو ضابط ومحامي وسياسي أمريكي، ولد في 16 سبتمبر 1820 في ستونتون في الولايات المتحدة، وتوفي في 25 ديسمبر 1883 في ألكساندريا في الولايات المتحدة. حزبياً، نشط في الحزب الديمقراطي. وقد انتخب عضو مجلس النواب الأمريكي.